# Hilda Clark
Hilda Clark (1872 – 5 de mayo de 1932) fue una modelo y actriz estadounidense. Nació en Leavenworth, Kansas, y sus padres fueron Lydia y Milton Edward Clark. Siendo joven su familia se mudó hacia el este de Boston donde se convirtió en una famosa cantante de cabarets y actriz. No obstante, el éxito la alcanzó como modelo cuando en 1895 fue seleccionada para ser la primera mujer que anunciase una publicidad de Coca Cola. Hilda Clark permaneció como la cara oficial de dicha empresa hasta 1903 cuando se casó con Frederick Stanton Flower, sobrino del gobernador de New York, Roswell P. Flower
Flower murió en diciembre de 1930 mientras que Hilda Clark lo hizo el 5 de mayo de 1932, en Miami, Florida.